# Wieża ciśnień w Gołdapi
Wieża ciśnień w Gołdapi – wieża wodna znajdująca się w Gołdapi przy ulicy Ignacego Paderewskiego, w pobliżu ul. Suwalskiej, wybudowana w 1905 roku przez gdańskie przedsiębiorstwo A. W. Müller. Po pęknięciu zbiornika w 1986 wyłączona z eksploatacji. Od 1991 figuruje w Rejestrze Zabytków. Wyremontowana w latach 2008-2009. Od uroczystego otwarcia 17 lipca 2009 pełni funkcję punktu widokowego, jako jeden z najwyższych punktów Gołdapi.